# ديفيد ريتشاردسون (كاتب)
ديفيد ريتشاردسون (بالإنجليزية: David Richardson)‏ هو كاتب سيناريو أمريكي، ولد في 16 سبتمبر 1959 وتوفى في 18 يناير 2020.

## وصلات خارجية
- دايفيد ريتشاردسون على موقع IMDb (الإنجليزية)
- دايفيد ريتشاردسون على موقع قاعدة بيانات الفيلم (الإنجليزية)
- دايفيد ريتشاردسون على موقع كينوبويسك (الروسية)